# Santiago Vera Izquierdo
Santiago Enrique Vera Izquierdo (Caracas, 19 de octubre de 1913 - Caracas, 10 de julio de 2006) fue un ingeniero, académico, gerente y político venezolano. Fue Decano de la Facultad de Ingeniería de las Universidades Católica Andrés Bello (UCAB) y Central de Venezuela (UCV), en Caracas, llegando a ser rector de esta última. Fue el primer ministro de Minas e Hidrocarburos de Venezuela y director del Instituto Venezolano de Petroquímica (entonces Invepet, hoy INTEVEP).

## Biografía
Luego de completar los estudios de enseñanza media en el Colegio San Ignacio de Caracas, entró a la UCV, donde recibió el título de Doctor en Ciencias Físicas y Matemáticas (Ingeniero) en 1935. Inmediatamente después partió a los Estados Unidos a cursar la carrera de Ingeniería de Petróleo en la Universidad de Oklahoma, egresando en la promoción de 1939, en la que también destacaron los venezolanos Antonio José Chirinos, quien se empleó en el ministerio de Fomento y Carlos Rojas, quien junto a Vera trabajó en Creole Petroleum Corporation. Vera trabajó en dicha compañía hasta 1944, cuando se retiró para dedicarse íntegramente a la actividad académica.
Ingresó a la facultad de ingeniería de la UCV en 1941 como profesor y rápidamente se convirtió en Decano de la facultad en 1944. Como Decano fue el eje de la transformación de los estudios de ingeniería, que renovó y creó las primeras especialidades: además de la Civil, las de Industrial (Mecánica y Química), Hidráulica y Sanitaria, Petróleo, y Minas y Geología. Por su brillante aporte, acumuló méritos para ser nombrado rector de la UCV en 1946, durante la junta de Gobierno de Rómulo Betancourt. 
Al dejar el rectorado, continuó con sus actividades docentes al tiempo que ingresó al servicio público como consejero técnico de la dirección de Minas e Hidrocarburos del Ministerio de Fomento. Por recomendación del ministro Manuel Egaña se crea el Ministerio de Minas e Hidrocarburos, independizando dichas actividades del ámbito del Ministerio de Fomento y Santiago Vera es el primer designado para ocupar el flamante cargo de ministro de Minas e Hidrocarburos, en diciembre de 1950.
Al terminar su gestión como ministro, participó, junto con exalumnos del Colegio San Ignacio y un grupo de padres jesuitas entre los cuales se encontraba el Padre Jenaro Aguirre en la redacción de un proyecto de estatutos para crear a la UCAB, una de las primeras universidades privadas de Venezuela y fue nombrado como el primer decano de la Facultad de Ingeniería de la naciente institución académica.
Sin abandonar sus actividades docentes y administrativas en ambas universidades, Vera asume como director del Instituto Venezolano de Petroquímica en 1958 y se incorpora como individuo de número a la Academia de Ciencias Físicas, Matemáticas y Naturales en 1959. Al finalizar sus labores en el decanato de la UCAB, es nombrado presidente del Instituto de Estudios Superiores de Administración (IESA) en 1967, cargo en el cual se mantuvo hasta 1975.

### Últimos años
Luego de su jubilación, fue nombrado profesor honorario de la UCV y recibió el título de Doctor Honoris Causa de la UCAB. Fue nombrado Miembro Honorario de la Academia Nacional de la Ingeniería y el Hábitat de Venezuela en 2000. Es autor de un texto de estudios de Mecánica Racional, asignatura que impartió durante su tenor como profesor de la UCAB.